# Tuspo Nürnberg
| TuSpo Nürnberg     | TuSpo Nürnberg                                                     | TuSpo Nürnberg                                                     |
| ------------------ | ------------------------------------------------------------------ | ------------------------------------------------------------------ |
| Logo               |                                                                    |                                                                    |
| Vereinsdaten       |                                                                    |                                                                    |
| Adresse/ Kontakt   | 90411 Nürnberg                                                     | 90411 Nürnberg                                                     |
| 1. Vorsitzender    | Robert Olbers                                                      | Robert Olbers                                                      |
| Vereinsfarben      | Rot / Weiß                                                         | Rot / Weiß                                                         |
| Fußball-Abteilung  |                                                                    |                                                                    |
| Spielklasse        | Kreisliga Nürnberg                                                 | Kreisliga Nürnberg                                                 |
| Spielstätte        | Stadion an der Herrnhüttestraße (Lage)                             | Stadion an der Herrnhüttestraße (Lage)                             |
| Handball-Abteilung |                                                                    |                                                                    |
| Spielklasse        | Bezirksoberliga Mittelfranken 2024/25                              | Bezirksoberliga Mittelfranken 2024/25                              |
| Spielstätte        | Geschwister-Scholl-Realschulhalle                                  | Geschwister-Scholl-Realschulhalle                                  |
| Trainer            | Florian Majcen (geb. Heimpel)                                      | Florian Majcen (geb. Heimpel)                                      |
| Saison 2023/24     | Meister Bezirksliga Mittelfranken (Aufstieg) (Stand: 2. Juni 2024) | Meister Bezirksliga Mittelfranken (Aufstieg) (Stand: 2. Juni 2024) |
| Internet           |                                                                    |                                                                    |
| Internetseite      | tuspo-nuernberg.de                                                 | tuspo-nuernberg.de                                                 |

Der Turn- und Sportverein 1888 Nürnberg e. V., kurz TuSpo Nürnberg, ist ein Sportverein aus Nürnberg mit den Abteilungen Faustball, Fußball, Handball, Tennis, Turnen und Gymnastik, Volleyball, Wintersport, KiSS (Kindersportschule), Asphalt-Stockschießen.

## Geschichte
Der Verein entstand 1946 durch den Zusammenschluss von zwei Vereinen aus der bürgerlichen Turnbewegung sowie dem Arbeitersport. Einerseits ging die bürgerliche Turngemeinde Nürnberg 1888, deren Vorläufer der Turnverein Maxstadt war, in den neuen Verein ein. Anderseits schlossen sich die Mitglieder der 1911 gegründeten Freien Turnerschaft Nürnberg an. Die Freie Turnerschaft war aus der Fusion des 1893 gegründeten Arbeiter-Turnverein Nürnberg mit weiteren zum Arbeiter-Turn- und Sportbund gehörigen Vereinen entstanden.

## Handball
Die bekannteste Abteilung des Tuspo bildeten die Handballer mit ihrer Herrenmannschaft, die drei Jahre lang in der Handball-Bundesliga sowie sechs Jahre in der 2. Handball-Bundesliga Süd spielte. 1973 stiegen diese in die Oberliga auf. 1976 wurde Arno Hamburger Vereinsvorsitzender. Sein Ziel war es, neben Fußball beim 1. FC Nürnberg „eine zweite attraktive Sportart in Nürnberg zu etablieren“.
Unter Hamburger folgte ein Höhenflug. Die Grundlage bildeten gute Jugendarbeit – die A-Jugend war 1976 Deutscher Meister geworden – und das finanzielle Engagement Hamburgers. 1977 war der Tuspo erstmals zweitklassig, als der Sprung in die Regionalliga Süd gelang. 1981 gelang mit der Süddeutschen Meisterschaft sogar der erstmalige Aufstieg in die Bundesliga. Am Ende der Saison 1981/82 verpasste der Neuling unter Spielertrainer Milan Krstić nur um einen Punkt den Klassenerhalt. In der folgenden Saison in der 2. Handball-Bundesliga setzte sich der TuSpo am Ende wegen der besseren Tordifferenz gegen TuS Griesheim durch und schaffte den sofortigen Wiederaufstieg. Doch die Erstklassigkeit blieb erneut ein kurzes Vergnügen. Die Saison 1983/84 sah nicht nur in der Fußball-Bundesliga den Abstieg des 1. FC Nürnberg als Tabellenletzter, sondern auch im Handball den erneuten Abstieg der TuSpo-Handballer. Nach zwei vorderen Platzierungen gelang TuSpo Nürnberg im dritten Zweitligajahr der dritte Aufstieg in die erste Liga. Doch auch Saison 1987/88 gelang es nicht, sich in der Bundesliga zu etablieren. Auf den dritten sofortigen Wiederabstieg aus der Bundesliga folgte zwei Jahre später aus finanziellen Gründen der Rückzug aus der 2. Bundesliga, obwohl die Saison sportlich als Tabellensechster beendet worden war.
In der Saison 2016/17 erreichten die Handballherren in der Bezirksliga den 3. Platz und stiegen wieder einmal in die Bezirksoberliga auf. Mittlerweile konnten sich die Handballherren in der Bezirksoberliga unter Trainer und Ex-Profi Florian Majcen (geb. Heimpel) in Mittelfrankens höchster Liga etablieren und spielen in der Saison 2020/2021 im vierten Jahr in Folge dort.
Zudem stiegen die 1. Damen ebenfalls zur Saison 2020/2021 in die Bezirksoberliga auf.

### Nachwuchs
- Deutscher A-Jugendmeister 1976

## Fußball
In der Saison 2025/26 umfasst die Fußballabteilung vier Herrenmannschaften sowie elf Jugendmannschaften von der A- bis zur G-Jugend. Der Verein brachte mit David Raum und Linus Rosenlöcher zwei spätere Profis hervor.